# Physaria condensata
Physaria condensata är en korsblommig växtart som beskrevs av Reed Clark Rollins. Physaria condensata ingår i släktet Physaria och familjen korsblommiga växter. Inga underarter finns listade i Catalogue of Life.

## Bildgalleri

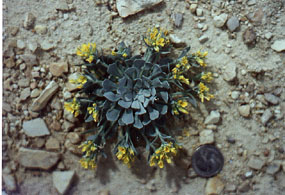